# Freeport (condado de Cumberland)
Freeport es un lugar designado por el censo ubicado en el condado de Cumberland en el estado estadounidense de Maine. En el Censo de 2010 tenía una población de 1.485 habitantes y una densidad poblacional de 334,13 personas por km².

## Geografía
Freeport se encuentra ubicado en las coordenadas 43°51′25″N 70°6′9″O / 43.85694, -70.10250. Según la Oficina del Censo de los Estados Unidos, Freeport tiene una superficie total de 4.44 km², de la cual 4.44 km² corresponden a tierra firme y (0%) 0 km² es agua.

## Demografía
Según el censo de 2010, había 1.485 personas residiendo en Freeport. La densidad de población era de 334,13 hab./km². De los 1.485 habitantes, Freeport estaba compuesto por el 88.42% blancos, el 1.14% eran afroamericanos, el 0.74% eran amerindios, el 6.67% eran asiáticos, el 0% eran isleños del Pacífico, el 0.67% eran de otras razas y el 2.36% pertenecían a dos o más razas. Del total de la población el 1.21% eran hispanos o latinos de cualquier raza.